# Hälsjön, Östergötland
Hälsjön är en sjö i Ydre kommun i Östergötland och ingår i Emåns huvudavrinningsområde.